# 大赦
大赦是赦免的一种，它是指国家元首或者国家最高权力机关，对某一范围内的罪犯一律予以赦免的制度。大赦的效力很大，它不仅免除刑罚的执行，而且使有罪的宣告也归于消灭，等同除罪化。经过大赦之人，其刑事责任完全归于消灭。尚未追诉的，不再追诉；已经追诉的，撤销追诉；已受罪、刑宣告的，宣告归于无效。在有许多外来移民的国家或地区（如，香港，澳门，美国等），也有单独针对偷渡和滞留者的大赦。

## 各地區的大赦

### 中國古代
中国古代皇帝以施恩为名，常赦免犯人。如在皇帝登基、更换年号、立皇后、立太子等情况下，常颁布赦令。如果仅赦免某些特定地区，则称为曲赦。
概括而言，中國历史上在以下情况下会施行大赦：
1. 新皇登基、皇后临朝听政以及皇室大丧；
2. 册封皇后、皇子，或者皇子有人生大事发生之时；
3. 祭祀。祭祀是国家的重大活动。强者为王的时代，政权的合法性在中国古代无法通过严谨的理论和严密的程序所论证，只能利用人们对上天的敬畏通过各种仪式来强化自己的神性；
4. 打胜仗或者其他关于敌我力量对比的大事发生。王朝的战争可分为对内和对外两种情况，施行大赦是庆祝对内平定叛乱和对外战事胜利的主要措施之一。此时的大赦除了有庆贺之意外，还有安定社会、安抚民心的作用，避免百姓以讹传讹；
5. 改年号、尊号。年号是封建王朝用来纪年的一种名号，从汉武帝时期才开始使用，并在皇帝在位时期可以更改，明清时期自朱元璋算起除明英宗（两次登基）和皇太极（国号由后金改为清而换了年号）两个之外都是一帝一年号。更改年号的原因很多，比如新皇登基、纪念某件大事或者是皇帝自認是大事的事；
6. 非正常的自然现象（灾异或祥瑞）发生。中国文化对天、地、自然怀有敬畏之心。

### 近代各國
近代各国的大赦，則与中国古代的不同，不是出于恩典，而是国家的刑事政策。大赦的适用范围最广，凡在某一时期内犯一定之罪的，都可适用，而不以特定的人为限。大赦的赦免效力也最大，它不仅免除刑的执行，而且使罪、刑从根本上消灭，凡受大赦赦免的，不存在前科。由于大赦是国家的一项重大行动，通常是由国家元首或国家最高权力机关以命令方式宣告，而不由司法机关决定。

### 中華民國

#### 國民政府
- 1947年元旦，國民政府為慶祝抗戰勝利與《中華民國憲法》制定公布，頒布《國民政府大赦令》，除戰爭罪、部分漢奸罪、貪污罪、殺害直系血親尊親屬罪、販毒罪之外，所有發生在1946年12月31日以前，最重本刑在有期徒刑（含）以下之犯罪一律赦免。最重本刑為無期徒刑或死刑之犯罪，處死刑者減至15年有期徒刑、處無期徒刑者減至10年有期徒刑，處有期徒刑和罰金者則減半執行[2]。

#### 行憲後
- 中華民國憲法第四十條
總統依憲法行使大赦、特赦、減刑及復權之權。
- 中華民國憲法第五十八條
行政院院長、各部會首長，須將應行提出於立法院之法律案、預算案、戒嚴案、大赦案、宣戰案、媾和案、條約案及其他重要事項，或涉及各部會共同關係之事項，提出於行政院會議議決之。
- 中華民國憲法第六十三條
立法院有議決法律案、預算案、戒嚴案、大赦案、宣戰案、媾和案、條約案及國家其他重要事項之權。

### 中華人民共和国
中華人民共和国1954年於其宪法中规定了大赦和特赦，并将大赦决定权赋予全国人民代表大会，特赦的决定权赋予了全国人大常委会，大赦令和特赦令由国家主席发布。1975年、1978年所修改和现行的中華人民共和國宪法則都只有特赦的规定，这表明中華人民共和国已经取消了大赦制度。根据中華人民共和国现行宪法第67条和第80条的规定，特赦经全国人大常委会决定，由国家主席发布特赦令。

## 大赦与特赦的区别
- 大赦令中要指明所赦免之罪的种类和范围，凡属于受赦免之罪的罪犯都要赦免，不用指明被赦的具体人，特赦令则要指明被赦人名单。
- 大赦可使犯罪人的罪行在法律上归于消灭，特赦只能消灭其刑，不能消灭其罪。
- 大赦可以免除刑罚的执行與有罪的宣告，也可以免除刑事追诉；特赦只可免除刑罚的执行，不可免除刑事追诉，但部分國家的制度也可通過特赦，一併免除刑罚执行與刑事追诉。[3]